# Claudicació
La claudicació és un símptoma i signe referit a la discapacitat per caminar, o dolor, malestar o cansament a les cames que es produeix en caminar i que s'alleuja amb el repòs. El nivell de percepció del dolor per claudicació pot ser de lleu a molt greu. La claudicació és més comuna a les cames, però també pot afectar els peus, les cuixes, els malucs, les natges o els braços. La paraula "claudicació" ve de la "claudicare" llatina que significa coixejar.

## Tipus

### Intermitent
La claudicació vascular (o arterial) intermitent (llatí: claudicatio intermittens) sovint es refereix al dolor com de rampes als músculs dels glutis o de les cames. És causada per una circulació deficient de la sang a la zona afectada, habitualment en el context d'una arteriopatia perifèrica. El flux de sang pobre és sovint un resultat de les obstruccions ateroscleròtiques més proximals a la zona afectada.

### Espinal o neurogènica
La claudicació neurogènica espinal, no es deu a la manca de subministrament de sang, sinó que és causada una estenosi en el forat de conjunció o en el canal espinal que causa una compressió del nervi espinal, en general d'una columna vertebral degenerativa, amb major freqüència en el nivell "L4-L5" o "L5-S1". Això pot ser el resultat de molts factors, incloent una protrusió discal, una hèrnia de disc o els fragments dels discos herniats anteriorment (després de l'operació), el teixit cicatricial de cirurgies anteriors, osteòfits vertebrals (esperons ossis que sobresurten de la vora d'una vèrtebra en el forat, l'obertura a través de la qual passa el nervi espinal).

## Diagnòstic diferencial
Poden establir-se les següents causes:
- Freqüents:
  - Claudicació intermitent dels músculs del panxell
  - Compressió de l'arrel nerviosa
  - Artritis/artrosi del maluc
  - Estenosi del canal espinal
  - Artritis/artrosi del turmell
- Rares:
  - Claudicació intermitent de la cuixa i natja
  - Claudicació intermitent del peu
  - Síndrome compartimental crònic
  - Claudicació venosa
  - Quist de Baker simptomàtic

En els casos de claudicació intermitent, la recuperació amb desaparició del dolor sempre és ràpida en aturar-se.